# Sông Bắc Khê
Sông Bắc Khê là một chi lưu nhỏ của sông Kỳ Cùng, bắt nguồn từ vùng giáp ranh hai tỉnh Cao Bằng, Lạng Sơn và chảy qua Thất Khê, huyện lị huyện Tràng Định (Lạng Sơn) rồi đổ vào sông Kỳ Cùng. Sông Bắc Khê có độ dài 54 km, diện tích lưu vực 801 km²